# Karl-Heinz Lehmann
Karl-Heinz Lehmann (n. 2 ianuarie 1957, Reichenberg [Märkische Höhe]⁠(d), Märkische Höhe, Brandenburg, Germania) este un judocan ce a reprezentat Germania, medaliat olimpic. A participat la o ediție a Jocurilor Olimpice (1980) în care a câștigat o medalie de bronz.

## Participări
Lista de mai jos prezintă principalele competiții la care a participat Karl-Heinz Lehmann de-a lungul carierei.
- judo at the 1980 Summer Olympics – men's 71 kg[*]